# Круг (фильм, 2000)
«Круг» (перс. دایره‎) — кинофильм режиссёра Джафара Панахи, вышедший на экраны в 2000 году. Лента рассказывает о нелёгкой судьбе женщин в современном (конец XX века) Иране. Фильм получил главный приз Венецианского кинофестиваля, однако в самом Иране был де-факто запрещён.

## Сюжет
«Круг» — история нескольких персидских женщин, которые испытывают на себе дискриминацию по половому признаку: одна из них узнаёт, что её дочь родила девочку, и боится за будущее своей семьи; другая только что вышла из тюрьмы и у неё нет денег на билет в родную деревню, да к тому же путешествие без сопровождения мужчины может плохо закончиться…
Фильм не имеет главного героя, он построен на небольших рассказах из повседневной жизни современных персидских женщин. Все истории пересекаются, но лишь в небольших деталях, тем самым образуя круг (начало фильма является его концом).

## В ролях
- Наргесс Мамизаде — Наргесс
- Мариям Пальвин Альмани — Арезу
- Моджган Фарамарзи — Моджган, проститутка
- Эльхам Сабоктакин — Эльхам, медсестра
- Монир Араб — Монир
- Медех Такмасеби — Медех
- Сольмаз Панахи — Сольмаз
- Ферештех Садре Орафайи — Пари
- Фатемех Нагхави — Найер

## Награды и номинации
- 2000 — 6 наград Венецианского кинофестиваля: приз «Золотой лев», приз ФИПРЕССИ за лучший фильм, почётное упоминание католической киноорганизации, приз имени Серджио Трасатти, премия ЮНИСЕФ (все — Джафар Панахи), приз Пасинетти лучшей актрисе (весь актёрский ансамбль).
- 2000 — награда «Свобода самовыражения» от Национального совета кинокритиков США.
- 2001 — приз ФИПРЕССИ на кинофестивале в Сан-Себастьяне (Джафар Панахи).
- 2001 — номинация на премию за лучший азиатский фильм на Сингапурском кинофестивале (Джафар Панахи).
- 2002 — номинация на премию «Бодил» за лучший неамериканский фильм (Джафар Панахи).